# AO-63
AO-63은 5.45 x 39 mm 탄을 사용하는 소련의 돌격소총이다. 세르게이 가브릴로비치 시모노프와 페테르 안드레비치 트카체프가 디자인하고 TsNIITochMash가 생산했다. 점사 시 분당 연사력이 최대 6000발에 도달한다.

## 같이 보기
- AN-94